# Ernst Ullrich
Ernst Ullrich (* 16. Oktober 1900 in Ober Maxdorf bei Gablonz; † 6. November 1956) war ein deutscher Politiker des Gesamtdeutschen Blocks/Bundes der Heimatvertriebenen und Entrechteten (GB/BHE).

## Leben
Ullrich erlernte das Kaufmannsgewerbe in der Kolonialbranche der Firma Leopold in Gablonz und wurde 1917 Verkäufer im Fabrikkonsum der Firma Cinzkey in Maffersdorf bei Reichenberg. Im Jahr 1918 diente er im Ersten Weltkrieg an der Front und geriet in italienische Kriegsgefangenschaft, bis er 1919 zurückkehrte und als Handelsvertreter tätig wurde. Es folgte eine zweijährige Dienstzeit im tschechoslowakischen Heer und anschließend war er in verschiedenen Bereichen der Glasindustrie tätig.
Nach seiner Übersiedlung nach Johannesberg bei Gablonz im Jahr 1925 heiratete er 1928 und übernahm 1935 eine Glasniederlassung der Firma von Ludwig Breit (Wiesenthalhütte) in Böhmisch Wiesenthal. Er war bei der christlichen Gewerkschaft D.H.V. und dem Gewerkschaftsverband Deutscher Arbeiter organisiert sowie seit 1934 Mitglied der Sudetendeutschen Heimatfront. Bis zu seinem freiwilligen Eintritt in die deutsche Wehrmacht im Jahr 1942 war er ab 1938 Bürgermeister. Zum 1. November 1939 trat er der NSDAP bei. Im Zweiten Weltkrieg geriet er 1945 in sowjetische Kriegsgefangenschaft, aus der er bereits 1947 aufgrund einer Erkrankung entlassen wurde. Er kam zu seiner Familie nach Untergermaringen, Kreis Kaufbeuren und war dort als Glasarbeiter tätig. Zudem war er zwei Jahre Flüchtlingsvertrauensmann und gehörte der Sudetendeutschen Landsmannschaft seit der Gründung des Ortsverbandes an.
Ullrich war vom 27. November 1950 bis zum 6. November 1956 für den Wahlkreis Schwaben Mitglied des Bayerischen Landtages. Er war von 1950 bis 1952 Mitglied der Fraktion der DG (Deutsche Gemeinschaft) und von 1952 bis 1953 fraktionslos sowie von 1953 bis 1956 Mitglied der BHE-Fraktion.
Im Landtag war er Mitglied des Ausschusses Bayern Pfalz, des Ausschusses für Angelegenheiten der Heimatvertriebenen und Kriegsfolgegeschädigten sowie des Ausschusses für Sozialpolitische Angelegenheiten.
Er verstarb und der Abgeordnete Rudolf Gertler rückte für ihn in den Landtag.